# 咒法解禁！！ HYDE & CROSER
《咒法解禁!! HYDE & CROSER》（日语：呪法解禁!!ハイド&クローサー），是週刊少年Sunday在2008年4·5號合併號中開始連載的麻生羽呂的日本漫畫，單行本全7冊。話數計算為「第○劇」。青文出版社發行的快樂快樂月刊於2008年8月號開始連載

## 劇情介紹
主角黑兔春瓶是個生活普通且非常軟弱的少年。可是他其實繼承了傳說中的咒術師祖父亞爾席德·克洛瑟的血脈。有天，因為謠傳「據說只要活生生吞下克洛瑟血脈繼承人的心臟，便能夠獲得他那無比強大的咒力」的影響，他開始面臨了被全世界的咒術師取走性命的困境……。最後春瓶決定與祖父作給他的咒術布娃娃海德並肩作戰。

## 登場人物

### 春瓶與夥伴們
黑兔春瓶
國中一年級生。學科與體育都低於平均標準的普通少年。個性軟弱，得過且過。世界有名的咒術師亞爾席德·克洛瑟的孫子，因為謠傳「據說只要活生生吞下克洛瑟血脈繼承人的心臟，便能夠獲得他那無比強大的咒力」的散布，面臨著被全世界的咒術師奪走性命的困境。繼承克洛瑟的血脈，能以文具做成結界，不知道咒術的底限為何，所以能有潛在能力。短期間雖然只會使用一些基本咒術製造結界，但若加以學習並應用的話實力不容小覷。
海德
我行我素、自我風格獨特的娃娃熊。為了保護春瓶，克洛瑟製作出海德這個咒術傀儡。背後的拉鍊中有武器「狂野電鋸」。与克洛瑟一樣有男子氣概，總是叼著雪茄造型的巧克力。外觀看起來雖然只是普通的熊玩偶，但牠強大的力量可不容小覷。擁有不費吹灰之力便能將對手擊倒的力量。核心被龐奇破壞，後由春瓶復原。自此以後，被植入了稱為「暴」的核心。身世可追溯到戰爭時期，他以前的主人因戰爭慘死。
雨龍龍美
與春瓶同年級的戲劇社同學。是個正義感很強，很活潑的少女。夢想著演出任俠宅男高倉仁的極道之妻。討厭春瓶凡事依賴別人的個性，但看見他與巴古斯對戰時的英勇姿態而改觀。
神藤颯介
春瓶學校的學生會長。具有陰陽師後裔的咒術師。大財閥的小開，考試成績非常好，體育也是萬能的帥哥，溺愛著咒術傀儡富美子，沒有情人（因此大受歡迎）。本來企圖要富美子殺害春瓶，卻因為受他拯救而關係轉好。
富美子
神騰的咒術人偶，和人形。愛著神藤。咒術是以頭髮攻擊的「執拗的擁抱」。後來以「紅蓮新娘」的咒術變化為藝妓身姿，以頭髮控制對手的攻擊。
安娜·M·蒙沙維格（-瑪莉亞-）
從墨西哥來的女性咒術師。個性直爽但有時非常粗暴。胸口有著超大的爆炸頭刺青。有著如20歲般的成熟外貌，但其實和春瓶同年紀。
沙喀沙喀麥基
安娜的咒術人偶。喜歡曼波舞的骷髏頭傀儡，咒術是以音樂和舞蹈操控昆蟲(GR1)、對象強制跟者麥基的動作(GR2)和天氣變化成雷雲(GR3)的「墨西哥祭祀」。個性溫和且十分膽小。經常被安娜擺臉色。
火山
收留孤兒的教堂神父。外貌凶惡其實心地善良。貧民區出身，什麼事都用打架解決，後來因殺人差點被判死刑，從此良心發現並開始悔改。
戴斯蒙德
火山的咒術人偶，有著騎士外型的金屬傀儡。有4個眼睛。咒術是將發條打入機械並操控的「鐵皮重裝填」，發條可以當子彈來射擊敵人。性情孤僻不喜歡和人相處。
帕庫娃·史諾雅利奇
在隱市裡經營咒具屋，她的父親則是有名的咒具商人。賣出來的東西經常出狀況，所以常不斷向別人道歉。

### 關鍵角色
亞爾席德·克洛瑟
春瓶的祖父暨世界上極度有名的咒術師。是他製造了海德。表面上自稱考古學者，6年前被目擊在非洲某地出現後，下落不明。其實是在非洲乞力馬扎羅山中，六年來不眠不吃地維持結界，封印即將誕生、名為「憤恨之心」的、擁有毀滅世界咒力的終極咒具。

### 反派角色
安東尼奧
穿戴著裝飾品，來自肯亞的咒術師，38歲，單身。偽裝成快遞將查摩基(チャモキー)送進黑瓶家殺害春瓶，但遇到海德，復仇不成反被殺，因為詛咒回報而開著卡車跌落橋下。單行本書末第一次提到名字。
查摩基
安東尼奧的咒術人偶，猴子布偶。使用利用從自己身上發出的黑暗處手操縱週邊刀具的咒術「黑暗猴子戲」。也是在單行本書末第一次提到名字。
奇爾多斯基
來自俄羅斯的咒術師。搞垮父親的鮭魚工廠，為了輕而易舉獲得名聲而瞄準春瓶。腸子斯基粉碎後因為咒術回報而罹患盲腸炎、十二指腸潰瘍及併發急性胃炎強制送醫。住院期間落腳處被春瓶發現，因而告訴他其他咒術師的所在。。
腸子斯基
奇爾多斯基的咒術人偶驚奇箱。使用利用封閉空間成為驚奇箱並在開口衝出攻擊的咒術「死刑牢犯房」，但因為唯一的缺點是會被強制出現，因而造成他的敗北。
巴古斯
來自印尼的咒術師，22歲。個性傲慢，自以為是。最後被春瓶和龍美聯手打倒。後來被自己的咒術反彈，自己的影子要是發生什麼事，身體也會有一定的反應。在最終戰前利用新的核心創造出邪耶布迪2.0攻擊襲來的巨嬰。
邪耶布迪
巴古斯的咒術人偶，東南亞皮影戲人偶。使用把影子與肉體同步化藉此攻擊影子使人受傷的咒術「戰慄影子戲」，最後被龍美的戲劇知識，導致影子消失，咒術無效，無法攻擊，被海德打倒。
安立克
少年，為了幫母親所需要的手術費，逼不得已，只好成為咒術師奪取春瓶的心臟，不過最後失敗，咒術反彈，被春瓶所救。能操縱兩個咒術布娃娃，實力堅強的人。
克夫曼
安立克的咒術人偶，有四隻手臂的默劇活動木偶。十分紳士。咒術是操縱線的「殺戮傀儡線」。
米克朗
安立克的咒術人偶，披上了大禮帽的球形關節木偶，最後被海德以力量輕鬆獲勝。咒術是使用各式各樣格鬥技的「殺戮傀儡拳」。
吃吃
來自中國的咒術師，44歲。為了創造最強的咒術人偶，20歲開始在世界各地流浪，以及尋找終極拉麵，之後終於在日本找到理想中的味道，不過他其實是個重度味覺白癡。最後咒術反彈，被拉麵潑到，並嚴重燒傷。
蛙麵
是吃吃從拉麵屋「青蛙拉麵」的看版上偷來的吉祥物製成的咒術人偶，咒術名叫「極樂湯腕」，只要用熱水裝在頭上的碗就能發動，可以將任何東西都能丟的咒術，但最後被春瓶的新咒具所打贏。
鐙谷
長野縣出生的風水師兼黑道頭子，24歲。喜愛卑鄙行為更勝於三餐，無可救藥的傢伙。由於懂得風水，所以很留意運勢變化。一直派手下來威脅火山交出教堂。
蘭西
鐙谷的咒術人偶，是個長的像殭屍一樣的布娃娃。
咒術是將映在八卦鏡中的人的身體部位藉由擲骰子依序破壞的「凶角八卦鏡」但對咒術師無效，被海德打倒。
社長
使用咒術超常玩具，將100名咒術師的咒術變成力量，發揮出力量速度和持久力。
馴鹿咒術娃娃 穿在社長身上的咒術傀儡。

### 窗邊之男和其同夥
窗邊之男
在世界各地出沒，發出活生生吞下春瓶的心臟就能得到克洛瑟的力量的謠言的始作俑者。在什麼都沒有的空間中在窗戶旁出現的男子，故被稱為「窗邊之男」。不只散佈謠言，也四處慫恿著沒有戰鬥意志的人。有著毀滅人類的欲望，偶然發現傳說的終極咒具「憤恨之心」(正在誕生中)，但卻被亞爾席德·克洛瑟以自身為媒介做成的結界保護，用盡一切方法也破不了結界。經過六年，發現亞爾席德·克洛瑟有一孫子──黑兔春瓶，便散佈謠言，使春瓶陷入危機，迫使亞爾席德·克洛瑟解除結界現身。
龐奇
咒術人偶，熊貓造型的布娃娃。
開膛手傑克的真面目，身上的剪刀可以變成咒術「刺大而殺電鋸剪」被海德打敗，卻用最後的力量將海德砍成兩半。

### 其他人物
小齊
春瓶學校的數學教師。通稱餘弦（コサイン）。個性嚴厲，把學生的成績看第一。
篠束
春瓶的友人。有時候會在春瓶背後說他的壞話，不過其實是個淘氣的小孩。
波許
爆炸頭，影響安娜很深的人物。被咒術師殺害。
神奈
和火山在一起的教堂孤兒。粗豪用語是受到他的影響。

## 用語解說

### 咒術
結界（Entry）
使用用來當做媒介的物體，防止自己被外來侵入，保護自己的咒術。也能限定光和火等。
封印（Chain）
與結界相反，利用媒介將對方空間封閉的咒術。
探知（Sense）
能找出特定的人物。範圍甚至能從一個小鎮擴大到整個地球。
迷彩（Stealth）
據說能使身體消失的咒具。
靈言（Calling）
能與死人說話。
魅惑（Charm）
詳細效果不明。
淨化（clean）
可以用來封印「憤恨之心」的究極白咒術，本身並不是由咒具而是以人為媒介來發動。（經證實能發動淨化的人就是本作的幕後黑手「窗邊之男」）

### 咒具
即使是一流的咒術師，也都需要有可以使用咒術的媒介「咒具」。咒具可以在隱市（Unknown bazaar）中購買，但價格昂貴。
咒術傀儡
咒術師注入咒力於其「核心」，賦予其生命用以「詛咒」他人之傀儡玩偶，但當「詛咒」遭破解（咒術傀儡之核心遭破壞），咒術師將遭到同等咒力之傷害。另外，在本作中亦有咒術師是以自己本身做為傀儡，窗邊之男派出的兩位刺客就是一例。
MEIFU-606
手機型的咒具，由帕庫娃·史諾亞利許所製，參照女兒節的習俗，利用手機裡的功能，將以「捕穫」對手的攻擊，在用「釋放」來反彈對手的攻擊，是偏重實戰的咒具，持有者為黑兔春瓶。
飛空
圍巾型的咒具，由帕庫娃·史諾亞利許所製，持有者:黑兔春瓶。
幽幻
由帕庫娃·史諾亞利許所製，能使對手在短時間挊看到幻覺，幻覺可以是施術者的幻想，或對手過去的回憶，是危險的咒具。持有者:黑兔春瓶。
憤恨之心
窗邊之男在吉力馬札羅山內地發現的人類最古老的咒具，傳說是由擁有咒術天份的小女孩以雞蛋做為媒介在不經意之下所創造之史上最兇狠的「咒具」，目前由咒術王以自身為媒介所形成的結界封印著。

## 出版書籍
| 集數 | 小學館         | 小學館                 | 青文出版社     | 青文出版社             |
| 集數 | 發售日期       | ISBN                   | 發售日期       | ISBN                   |
| ---- | -------------- | ---------------------- | -------------- | ---------------------- |
| 1    | 2008年3月18日  | ISBN 978-4-09-121295-5 | 2008年11月17日 | ISBN 978-986-209-648-2 |
| 2    | 2008年6月18日  | ISBN 978-4-09-121423-2 | 2009年3月23日  | ISBN 978-986-209-782-3 |
| 3    | 2008年9月18日  | ISBN 978-4-09-121466-9 | 2009年7月6日   | ISBN 978-986-209-928-5 |
| 4    | 2008年12月18日 | ISBN 978-4-09-121516-1 | 2009年12月7日  | ISBN 978-986-256-118-8 |
| 5    | 2009年2月18日  | ISBN 978-4-09-121600-7 | 2010年4月15日  | ISBN 978-986-256-248-2 |
| 6    | 2009年5月18日  | ISBN 978-4-09-122010-3 | 2010年11月2日  | ISBN 978-986-256-495-0 |
| 7    | 2009年8月18日  | ISBN 978-4-09-121720-2 | 2011年6月15日  | ISBN 978-986-256-794-4 |

## 外部連結
- （日語）
- （中文）動漫廢物電台的討論（页面存档备份，存于）